# Bajerov
Bajerov – wieś (obec) na Słowacji położona w kraju preszowskim, w powiecie Preszów. Pierwsze wzmianki o miejscowości pochodzą z roku 1332. 

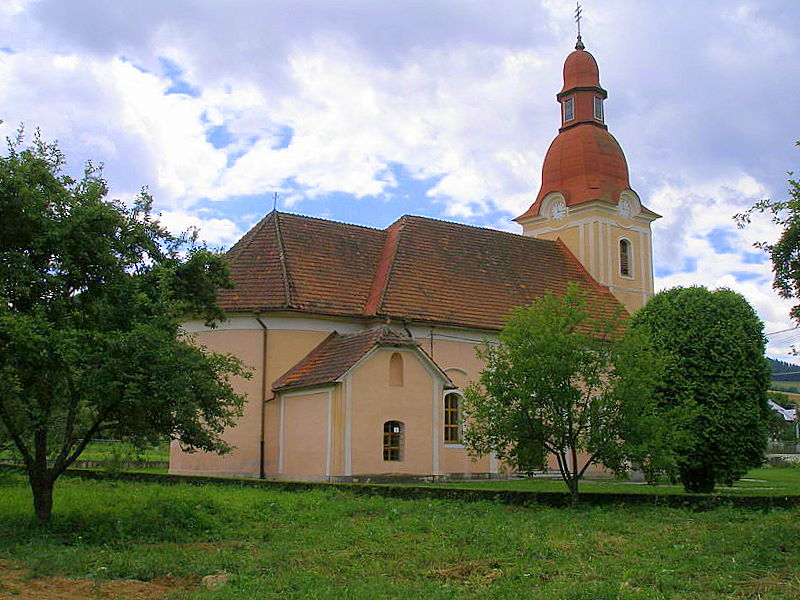
Kościół w miejscowości Bajerov

Według danych z dnia 31 grudnia 2010, wieś zamieszkiwało 446 osób, w tym 222 kobiety i 224 mężczyzn.
W 2001 roku względem narodowości i przynależności etnicznej Słowacy stanowili 96,54 % populacji, a Czesi 0,23 %.
Ze względu na wyznawaną religię struktura mieszkańców kształtowała się w 2001 roku następująco:
- Katolicy rzymscy – 92,61 %
- Grekokatolicy – 2,08 %
- Ateiści – 0,69 %
- Nie podano – 4,62 %